# Запорожское сельское поселение (Краснодарский край)
Запорожское сельское поселение — муниципальное образование в Темрюкском районе Краснодарского края России.
В рамках административно-территориального устройства Краснодарского края ему соответствует Запорожский сельский округ.
Административный центр — станица Запорожская.

## География
Поселение расположено в северо-западной части Таманского полуострова. Территория с южной стороны омывается водами Таманского залива и Керченского пролива, с северной стороны — Азовского моря.

## Население
| 2010  | 2012  | 2013  | 2014  | 2015  | 2016  | 2017  |
| ----- | ----- | ----- | ----- | ----- | ----- | ----- |
| 6636  | ↗6730 | ↗6755 | ↘6710 | ↗6791 | ↗6823 | ↗6856 |
| 2018  | 2019  | 2020  | 2021  | 2023  |       |       |
| ↗6894 | ↗6958 | ↗6970 | ↘6955 | ↗6961 |       |       |

## Населённые пункты
В состав сельского поселения (сельского округа) входят 8 населённых пунктов:
| № | Населённый пункт | Тип населённого пункта | Население (чел.) |
| - | ---------------- | ---------------------- | ---------------- |
| 1 | Запорожская      | станица                | ↘1524            |
| 2 | Батарейка        | посёлок                | ↘640             |
| 3 | Береговой        | посёлок                | ↘203             |
| 4 | Гаркуша          | посёлок                | ↘1066            |
| 5 | Ильич            | посёлок                | ↘1675            |
| 6 | Красноармейский  | посёлок                | ↗1195            |
| 7 | Приазовский      | посёлок                | ↗224             |
| 8 | Чушка            | посёлок                | ↘109             |

## История
В 1924 году был образован Запорожский сельсовет, преобразованный в сельский округ в 1993 году. В 2005 году в границах последнего было образовано сельское поселение.